# 范梵志
シャンブヴァルマン（サンスクリット語: शंभुवर्मन्, ラテン文字転写: Śambhuvarman, 生年不詳 - 629年）は、チャンパ王国（林邑国）第4王朝の第2代国王（在位：565年 - 629年）。初名はプラシャスタダルマ（サンスクリット語: प्रशस्तधर्म, ラテン文字転写: Praśastadharma）。『隋書』『北史』『旧唐書』『新唐書』では范梵志（はんぼんし、ベトナム語: Phạm Phạn Chi）と記される。

## 生涯
ルドラヴァルマン1世の子。父王の死後に即位した。568年10月18日と572年4月21日に陳へ、595年7月20日に隋へそれぞれ遣使した。605年、隋への朝貢に礼を欠いたことを理由として、大将軍劉方率いる隋軍の侵攻を受けた。象兵を擁していたチャンパ軍は緒戦で隋軍に対して優勢であったが、退くと見せかけた隋軍に誘い込まれ、麾下の象軍を草で覆った落とし穴に引き込まれた。戦象が混乱したところに隋軍から矢を射かけられて敗れた。シャンブヴァルマンは王都シンハプラを脱出して海上に逃亡し、シンハプラは隋軍に蹂躙されて金の廟主十八枚を奪われた。チャンパの国土は隋に併呑されて蕩州・農州・沖州の三州に分けられた。相次ぐ反乱によって隋が混乱すると、これに乗じて国土を回復した。623年2月、625年4月と唐に遣使し、627年には馴犀を献じている。629年、父王の代に焼失したシュリーシャーナヴァドレーシュヴァラのヴァドレーシュヴァラ廟を再建し、新たにシャンブヴァドレーシュヴァラ廟を建設した。

## 参考資料
- George Cœdès (May 1, 1968). The Indianized States of South-East Asia. University of Hawaii Press. ISBN 978-0824803681
- Geetesh Sharma (2010). Traces of Indian Culture in Vietnam. Rajkamal Prakashan. ISBN 978-8190540148
- 石井米雄、桜井由躬雄 編『東南アジア史 I 大陸部』山川出版社〈新版 世界各国史 5〉、1999年12月20日。ISBN 978-4634413504。
- 『陳書』巻四 本紀第四 廃帝
- 『陳書』巻五 本紀第五 宣帝
- 『隋書』巻二 帝紀第二 高祖下
- 『隋書』巻八十二 列伝第四十七 南蛮
- 『北史』巻九十五 列伝第八十三 林邑
- 『旧唐書』巻一百九十七 列伝第一百四十七 南蛮
- 『新唐書』巻二百二十二 列伝第一百四十七 南蛮
- 『越史略（中国語版）』巻上 歴代守任
- 『大越史記全書』外紀巻之五 属隋唐紀
- 『唐会要』巻九十八 林邑国
- 『冊府元亀』巻九百六十九 朝貢第二
- 『冊府元亀』巻九百七十 朝貢第三